# 宮崎由加のPinky Friday
『宮崎由加とOCHA NORMA中山夏月姫のPinky Friday GOLD』（みやざきゆかのピンキー フライデー）は、エフエム石川で放送しているラジオのトーク番組。2023年8月までのタイトルは『宮崎由加のPinky Friday』。

## 概要
宮崎由加が素敵なオトナ女子になるべく、色々なことにチャレンジしていったり、地元である石川県の魅力を再発見していくラジオ番組。Twitterの公式ハッシュタグは「#pinky805」。2023年9月からは宮崎と同じく石川県出身のOCHA NORMAの中山夏月姫と共に番組を進行している。2人の愛称はにゃちゅ。
2020年12月25日、番組公式Twitterを開設し、オフショットや放送よりも早くメッセージテーマを発表したりしている。
2021年8月6日の放送よりオープニングのBGMがJuice=Juiceの『Magic of Love』から同グループの『生まれたてのBaby Love』に変更となった。またこの回と8月13日の放送ではリスナーから募集したリクエストソングを流した。
2021年11月26日の放送で100回を迎えた。
2023年4月22日に『エフエム石川移転一周年記念「宮崎由加のPinky Friday」公開録音』をおこない、5月5日、12日にその模様を放送した。

## 放送時間
- 2020年1月3日 - 、毎週金曜 18:00 - 18:30[2]

## 現在のコーナー
おしえてなちゅめ先生
中山に解決してもらいたいことを募集するコーナー。
石川いいとこツアーズ
2022年10月より開始。石川県の各市町村をピックアップして紹介するコーナー。GOLDにリニューアル後も継続しておこなっている。
この他、普通のお便りも募集している。

## 過去のコーナー
おしえてウグイスタイム
宮崎にランキングにしてもらいたいお題を募集するコーナー。
おやつタイム
石川県の銘菓を紹介するコーナー。
覚えて金沢タイム
石川県・金沢検定の問題にチャレンジするコーナー。2023年8月25日の放送をもって終了。
メッセージテーマ
2021年1月より開始。メッセージテーマを設けて、リスナーの意見を募集するコーナー。2023年8月25日の放送をもって終了。
知りたい♡石川ニュース。2023年8月25日の放送をもって終了。
2022年3月より開始。石川県内のニュースや話題を取り上げるコーナー。
おしえて由加先生
宮崎に解決してもらいたいことを募集するコーナー。2023年現在は行う機会が少なくなっている。2023年8月25日の放送をもって終了。
どっちを選ぶでショー?
宮崎に聞きたい2択の質問を募集し、答えていくコーナー。2023年8月25日の放送をもって終了。
方言のコーナー
宮崎に方言で言ってもらいたい言葉を募集する不定期コーナー。

## ゲスト
2020年
- 2月21日 - KAN[42]
- 3月6日 - 中島卓偉[43]
- 3月13日、20日 - 高木紗友希、宮本佳林（Juice=Juice ※当時）[44]
- 9月25日 - 二瓶有加（PINK CRES.）[45]
- 10月2日 - 小林ひかる（PINK CRES.）[46]
- 10月23日 - 田﨑あさひ（Bitter & Sweet）[47]
- 10月30日 - 長谷川萌美（Bitter & Sweet）[48]

2021年
- 4月30日 - 岡村美波（BEYOOOOONDS）[49]
- 5月28日 - 中島卓偉[50]
- 7月30日 - かほく市市役所職員[51]
- 10月29日 - 中山智恵子（能登デスク）[52]
- 12月3日 - 宮本佳林[53]

2022年
- 4月1日 - Bitter＆Sweet[54]
- 6月24日 - 宮本佳林[55]
- 7月22日 - 中山夏月姫（OCHA NORMA）[56]
- 11月4日 - 『居酒屋 味好』店主[57]
- 11月18日 - JA志賀の職員[14]
- 12月16日 - 木暮裕（穴水町観光物産協会）[18]

2023年
- 1月13日 - 津幡町役場職員[21]
- 1月27日 - 金城大学短期大学部学生[23]
- 2月10日 - プリン専門店「かがの湯ぷりん」スタッフ[25]
- 2月24日 - 川北町商工会職員
- 3月10日 - まちおこしグループ「おいCまち内灘」スタッフ
- 4月21日 - 干場健太郎（ふくべ鍛治4代目）[35]
- 5月5日 - 諸江健太（ゴールデンバロール）[9]
- 5月12日 - 宮本佳林（※公開録音にリモート出演した）[10]
- 5月19日 - 谷口正晴（株式会社谷口 社長）[37]
- 6月2日 - 駒井秀士（中能登町役場）[39]
- 8月25日 - 中山夏月姫（OCHA NORMA）※リニューアルに先駆けて番組ラストに出演した[3]。

## 公開録音
- 2023年4月22日 - 『エフエム石川移転一周年記念「宮崎由加のPinky Friday」公開録音』[8]

## エピソード
- 2021年1月1日の放送はお正月特別企画『Pinkyクイズスペシャル』と題して、2020年の放送の内容を振り返るクイズをおこなった[58]。
- 2021年8月27日の放送ではあそびの森かほっくるの館長から届いたメールを紹介した[59]。
- 2022年12月30日の放送は年内に放送された「覚えて金沢タイム」の復習クイズにチャレンジした[60]。
- 2023年12月29日の放送はリニューアル後の放送を振り返る「PINKYクイズスペシャル 2023」、「覚えて金沢タイム」に挑戦した[61]。